# Enderleinellus platyspicatus
Enderleinellus platyspicatus är en insektsart som beskrevs av Ferris 1920. Enderleinellus platyspicatus ingår i släktet Enderleinellus och familjen ekorrlöss. Inga underarter finns listade i Catalogue of Life.